# 163244 Matthewhill
163244 Matthewhill este o planetă minoră (asteroid) din centura de asteroizi. A fost descoperită pe 18 martie 2002 la Observatorul Național Kitt Peak de Marc Buie⁠(d). 
Obiectul prezintă o orbită caracterizată de o semiaxă mare de 2,3903769828388 UAi, o excentricitate de 0,18, o înclinație de 1,1 ° în raport cu ecliptica.